# ويليام بارنز
ويليام بارنز هو لاعب رماية كندي، ولد في 5 مارس 1876 في هاميلتون في كندا، وتوفي بنفس المكان في 16 ديسمبر 1925.

## وصلات خارجية
- ويليام بارنز على موقع أوليمبيديا (الإنجليزية)